# بخش پایانی خشم
بخش پایانی خشم (به ژاپنی: アウトレイジ 最終章) (به انگلیسی: Outrage Coda) یک فیلم یاکوزایی ژاپنی به کارگردانی تاکشی کیتانو با بازی کیتانو (که همچنین با نام «بیت تاکشی» [Beat Takeshi] شناخته می‌شود) محصول سال ۲۰۱۷ است. این فیلم در ژاپن در تاریخ ۷ اکتبر ۲۰۱۷ منتشر شد. این فیلم دنباله فراتر از خشم (۲۰۱۲) کیتانو است و سه‌گانه خشم این کارگردان که در سال ۲۰۱۰ آغاز شد را تکمیل می‌کند. نمایش نخست این فیلم در هفتاد و چهارمین جشنواره فیلم ونیز بود که در آنجا خارج از رقابت پخش شد.